# NGC 1174
NGC 1174 je galaksija u zviježđu Perzej.

## Vanjske poveznice
- SEDS: NGC 1174